# Torneo Provincial de Fútbol 2024 (Catamarca)
El Torneo Provincial de Fútbol 2024 fue la trigésima quinta edición del torneo de clubes más importante de la provincia, organizado por la Federación Catamarqueña de Fútbol.
En el torneo, participaron 20 equipos, 2 clubes por cada liga afiliada a la Federación Catamarqueña de Fútbol (Andalgalá, Belén, Capital, Fiambalá, Pomán, Recreo, Santa María, Santa Rosa, Tinogasta y Valle Viejo.)
El lunes 20 de noviembre, en una reunión organizada por la Federación en la ciudad de Andalgalá, se determinó el formato y posible fecha de inicio, tanto para el masculino como para el femenino.
Inició el 24 de febrero y finalizó el 4 de mayo. La forma de disputa, el armado de las zonas y el fixture fue definido el 3 de febrero.
Consagró campeón a Defensores del Norte de la Capital, que derrotó en la final a San Lorenzo de Huachaschi por 1-0, logrando así su primer título en el certamen. De esta manera logró la clasificación al Torneo Regional Federal Amateur 2024-25.

## Formato
Primera fase:
Llamada también fase de zonas, estará integrada por cinco zonas de cuatro equipos. Clasificando a la Segunda ronda los ubicados en el primer lugar de cada zona, más los tres mejores segundos.
Se jugará con el sistema a dos ruedas, bajo el sistema de todos contra todos. En este torneo se usará el sistema de puntos, de acuerdo a la reglamentación de la Internacional F. A. Board, asignándose tres puntos al equipo que resulte ganador, un punto a cada uno en caso de empate y cero puntos al perdedor. 
Como la disputa se lleva a cabo por el sistema de puntos, ninguno de los partidos exigirá definición, es decir, finalizarán invariablemente a los noventa (90) minutos de juego. En caso de existir igualdad de puntos al término de la primera fase, a los efectos de establecer una clasificación se aplicará lo previsto en el punto siguiente:
En favor del equipo que, considerando exclusivamente los partidos disputados en la zona en cuestión contra aquel o aquellos con los que hubiera empatado la posición, se determinará de la siguiente manera:
- 1) Mayor cantidad de puntos.
- 2) Enfrentamientos entre sí; en caso de igualdad;
- 3) Mayor diferencia de goles; en caso de igualdad;
- 4) Mayor cantidad de goles a favor; en caso de igualdad;
- 5) Mayor cantidad de goles a favor como visitante; en caso de igualdad.

Si por aplicación de algunos de los puntos precedentes se definieran posiciones en forma parcial (cuándo el empate es entre 3 o más clubes), se comenzará nuevamente a definir las posiciones en el orden establecido en este artículo.
En caso de no existir definición por este sistema se deberá recurrir a la tabla general, contabilizándose la totalidad de partidos disputados en la zona en cuestión, en el siguiente orden:
- 1) Mayor diferencia de goles; en caso de igualdad;
- 2) Mayor cantidad de goles a favor; en caso de igualdad;
- 3) Mayor cantidad de goles a favor como visitante; en caso de igualdad;
- 4) Sorteo.

Segunda ronda:
Cuartos de final
Lo disputarán los ocho equipos clasificados en la Primera ronda, por eliminación directa a doble partido, uno en cada sede. En caso de empate, se ejecutarán tiros desde el punto penal. Los cuatro ganadores clasifican a la Tercera ronda.
Se ubicarán del 1º al 8º de acuerdo a la tabla general, confeccionada con la puntuación obtenida en la Primera ronda. Los cruces fueron definidos por cercanía geográfica.
La única ventaja durante los Cuartos de final y Semifinales, es la de definir de local de acuerdo a la ubicación que hayan obtenido en la tabla general.
Semifinales
Lo disputarán los cuatro equipos clasificados en la Primera ronda, por eliminación directa a doble partido, uno en cada sede. En caso de empate, se ejecutarán tiros desde el punto penal. Los dos ganadores clasifican a la Final.
Final
Lo disputarán los dos equipos clasificados en las Semifinales, a un solo partido, en una sede neutral. En caso de empate, se ejecutarán tiros desde el punto penal. El ganador se consagrará campeón y clasificará al Torneo Regional Federal Amateur 2024-25

## Calendario
| Fase    | Ronda            | Fecha de sorteo | Ida              | Vuelta           |
| ------- | ---------------- | --------------- | ---------------- | ---------------- |
| Primera | Fecha 1          | 3 de febrero    | 24-25 de febrero | 24-25 de febrero |
| Primera | Fecha 2          | 3 de febrero    | 2-3 de marzo     | 2-3 de marzo     |
| Primera | Fecha 3          | 3 de febrero    | 9-10 de marzo    | 9-10 de marzo    |
| Primera | Fecha 4          | 3 de febrero    | 16-17 de marzo   | 16-17 de marzo   |
| Primera | Fecha 5          | 3 de febrero    | 23-24 de marzo   | 23-24 de marzo   |
| Primera | Fecha 6          | 3 de febrero    | 30 de marzo      | 30 de marzo      |
| Segunda | Cuartos de final | 2 de abril      | 7 de abril       | 13-14 de abril   |
| Segunda | Semifinales      | 2 de abril      | 20 de abril      | 28 de abril      |
| Segunda | Final            | 2 de abril      | 4 de mayo        | 4 de mayo        |

## Sede de la final
El escenario designado para albergar la final de la edición presente, es el Estadio Pedro Antonio Rosales de Saujil, del Club Sportivo Saujil. Fue elegido el martes 30 de abril, luego de barajarse otras opciones como el Estadio de Jorge Newbery de Pomán y el Polideportivo Municipal de Chumbicha.
| Saujil                                 |                       |                       |                       |
| Ciudad                                 | Estadio               |                       |                       |
| Saujil                                 | Pedro Antonio Rosales | Pedro Antonio Rosales | Pedro Antonio Rosales |
|                                        |                       |                       |                       |
| 1 500 espectadores                     |                       |                       |                       |
| Final Torneo Provincial de Fútbol 2024 |                       |                       |                       |

## Equipos participantes
De los 20 clubes que participarán en esta edición del Torneo Provincial, 3 serán los que harán su debut absoluto en la competición: Deportivo Manantiales, Ferrocarriles del Estado de Chumbicha y San Vicente de Salado. Mientras que el conjunto con más participaciones será Boulevard Norte, con 10 presencias en su haber.
Y por último habrán 5 equipos que intentarán volver a conseguir el título, Boulevard Norte (campeón por última vez en 2015), Sportivo Chacarita (ganador del certamen en 1993), Independiente de San Antonio (en 2003 consiguió su último título en el certamen), Obreros de San Isidro (campeón en el año 2008) y Ferrocarril Independiente (campeón en la edición 1983 y volverá a participar luego de 31 años).
| Zona | Equipo                                   | Ciudad                        | Departamento        | Liga de origen                             |
| ---- | ---------------------------------------- | ----------------------------- | ------------------- | ------------------------------------------ |
| A    | Club Ferrocarril Independiente           | Andalgalá                     | Andalgalá           | Liga Andalgalense de Fútbol                |
| A    | Club Atlético San Lorenzo de Huachaschi  | Andalgalá                     | Andalgalá           | Liga Andalgalense de Fútbol                |
| A    | Club Deportivo General Lavalle           | Colpes                        | Pomán               | Liga Departamental de Fútbol de Pomán      |
| A    | Club Sportivo Saujil                     | Saujil                        | Pomán               | Liga Departamental de Fútbol de Pomán      |
| B    | Club Sportivo Olmos y Aguilera           | Belén                         | Belén               | Liga Belenista de Fútbol                   |
| B    | Club Social, Cultural y Deportivo Racing | Belén                         | Belén               | Liga Belenista de Fútbol                   |
| B    | Club Social y Deportivo Boulevard Norte  | Santa María                   | Santa María         | Liga Santamariana de Fútbol                |
| B    | Club Sportivo Chacarita                  | Santa María                   | Santa María         | Liga Santamariana de Fútbol                |
| C    | Club Social y Deportivo La Soledad       | Medanitos                     | Tinogasta           | Liga Fiambalense de Fútbol                 |
| C    | Club Social y Deportivo Talleres         | Fiambalá                      | Tinogasta           | Liga Fiambalense de Fútbol                 |
| C    | Club Atlético y Deportivo La Paz         | Tinogasta                     | Tinogasta           | Liga Tinogasteña de Fútbol                 |
| C    | Club Social y Deportivo San Vicente      | Salado                        | Tinogasta           | Liga Tinogasteña de Fútbol                 |
| D    | Club Atlético Pedro Cano                 | Recreo                        | La Paz              | Liga Departamental de Fútbol de Recreo     |
| D    | Club Atlético San Martín                 | Recreo                        | La Paz              | Liga Departamental de Fútbol de Recreo     |
| D    | Club Social y Deportivo Manantiales      | Manantiales                   | Santa Rosa          | Liga de Fútbol del Departamento Santa Rosa |
| D    | Club Atlético Independiente              | El Alto                       | El Alto             | Liga de Fútbol del Departamento Santa Rosa |
| E    | Club Atlético Defensores del Norte       | San F. del Valle de Catamarca | Capital             | Liga Catamarqueña de Fútbol                |
| E    | Club Sportivo Ferrocarriles del Estado   | Chumbicha                     | Capayán             | Liga Catamarqueña de Fútbol                |
| E    | Club Atlético Independiente              | San Antonio                   | Fray Mamerto Esquiú | Liga Chacarera de Fútbol                   |
| E    | Club Obreros de San Isidro               | San Isidro                    | Valle Viejo         | Liga Chacarera de Fútbol                   |

### Distribución geográfica
| Departamento        | Cant. | Equipos                                                                                              |
| ------------------- | ----- | --- |
| Tinogasta           | 4     | - Deportivo La Paz (Tinogasta) - La Soledad (Medanitos) - San Vicente (Salado) - Talleres (Fiambalá) |
| Andalgalá           | 2     | - Ferrocarril Independiente - San Lorenzo de Huachaschi                                              |
| Belén               | 2     | - Olmos y Aguilera - Racing (Belén)                                                                  |
| La Paz              | 2     | - Pedro Cano (Recreo) - San Martín (Recreo)                                                          |
| Pomán               | 2     | - General Lavalle (Colpes) - Sportivo Saujil                                                         |
| Santa María         | 2     | - Boulevard Norte - Sportivo Chacarita                                                               |
| Capayán             | 1     | - Ferrocarriles (Chumbicha)                                                                          |
| Capital             | 1     | - Defensores del Norte                                                                               |
| El Alto             | 1     | - Independiente (El Alto)                                                                            |
| Fray Mamerto Esquiú | 1     | - Independiente (San Antonio)                                                                        |
| Santa Rosa          | 1     | - Deportivo Manantiales                                                                              |
| Valle Viejo         | 1     | - Obreros de San Isidro                                                                              |

## Primera fase
Los participantes se distribuyeron en 5 zonas de 4 equipos cada uno. Los primeros de cada zona, más los tres mejores segundos avanzan a la siguiente fase. Los criterios de clasificación son los siguientes:
1. Puntos obtenidos.
2. Partidos disputados entre sí.
3. Diferencia de goles.
4. Mayor cantidad de goles marcados.
5. Mayor cantidad de goles marcados como visitante.
6. Sorteo.

### Zona A
| Pos. | Equipo                                | Pts. | PJ | PG | PE | PP | GF | GC | Dif. |
| ---- | ------------------------------------- | ---- | -- | -- | -- | -- | -- | -- | ---- |
| 1.º  | General Lavalle (Colpes)              | 13   | 6  | 4  | 1  | 1  | 12 | 6  | 6    |
| 2.º  | San Lorenzo de Huachaschi             | 10   | 6  | 3  | 1  | 2  | 7  | 4  | 3    |
| 3.º  | Sportivo Saujil                       | 9    | 6  | 3  | 0  | 3  | 8  | 11 | −3   |
| 4.º  | Ferrocarril Independiente (Andalgalá) | 2    | 6  | 0  | 2  | 4  | 5  | 11 | −6   |

|  | Clasificados a cuartos de final. |

|  |

| Partidos      | Partidos | Partidos                               | Partidos                  | Partidos  | Partidos                  |
| Fecha         | Hora     | Estadio (Ciudad)                       | Equipo local              | Resultado | Equipo visitante          |
| ------------- | -------- | -------------------------------------- | ------------------------- | --------- | ------------------------- |
| 24 de febrero | 17:00    | Estadio Niceto Varela (Colpes)         | General Lavalle           | 1 - 0     | San Lorenzo de Huachaschi |
| 24 de febrero | 17:30    | Estadio Juan Ramos (Andalgalá)         | Ferrocarril Independiente | 1 - 2     | Sportivo Saujil           |
| 2 de marzo    | 17:00    | Estadio Pedro Antonio Rosales (Saujil) | Sportivo Saujil           | 0 - 3     | General Lavalle           |
| 3 de marzo    | 17:00    | Estadio Deportivo Malli (Andalgalá)    | San Lorenzo de Huachaschi | 0 - 0     | Ferrocarril Independiente |
| 10 de marzo   | 17:00    | Estadio Juan Ramos (Andalgalá)         | Ferrocarril Independiente | 2 - 4     | General Lavalle           |
| 10 de marzo   | 17:00    | Estadio Pedro Antonio Rosales (Saujil) | Sportivo Saujil           | 2 - 1     | San Lorenzo de Huachaschi |
| 17 de marzo   | 17:00    | Estadio Niceto Varela (Colpes)         | General Lavalle           | 1 - 1     | Ferrocarril Independiente |
| 17 de marzo   | 17:00    | Estadio Deportivo Malli (Andalgalá)    | San Lorenzo de Huachaschi | 3 - 0     | Sportivo Saujil           |
| 23 de marzo   | 17:00    | Estadio Niceto Varela (Colpes)         | General Lavalle           | 2 - 1     | Sportivo Saujil           |
| 24 de Marzo   | 17:00    | Estadio Deportivo Malli (Andalgalá)    | Ferrocarril Independiente | 0 - 1     | San Lorenzo de Huachaschi |
| 30 de marzo   | 17:00    | Estadio Deportivo Malli (Andalgalá)    | San Lorenzo de Huachaschi | 2 - 1     | General Lavalle           |
| 30 de marzo   | 17:00    | Estadio Pedro Antonio Rosales (Saujil) | Sportivo Saujil           | 3 - 1     | Ferrocarril Independiente |

| 1. |

### Zona B
| Pos. | Equipo                           | Pts. | PJ | PG | PE | PP | GF | GC | Dif. |
| ---- | -------------------------------- | ---- | -- | -- | -- | -- | -- | -- | ---- |
| 1.º  | Racing 250 (Belén)               | 12   | 6  | 3  | 3  | 0  | 10 | 6  | 4    |
| 2.º  | Olmos y Aguilera (Belén)         | 11   | 6  | 3  | 2  | 1  | 19 | 11 | 8    |
| 3.º  | Sportivo Chacarita (Santa María) | 8    | 6  | 2  | 2  | 2  | 12 | 12 | 0    |
| 4.º  | Boulevard Norte (Santa María)    | 1    | 6  | 0  | 1  | 5  | 7  | 19 | −12  |

|  | Clasificados a cuartos de final. |

|  |

| Partidos      | Partidos | Partidos                                 | Partidos           | Partidos  | Partidos           |
| Fecha         | Hora     | Estadio (Ciudad)                         | Equipo local       | Resultado | Equipo visitante   |
| ------------- | -------- | ---------------------------------------- | ------------------ | --------- | ------------------ |
| 24 de febrero | 17:30    | Estadio Sportivo Chacarita (Santa María) | Sportivo Chacarita | 0 - 2     | Olmos y Aguilera   |
| 24 de febrero | 18:00    | Estadio Peñarol (Belén)                  | Racing 250         | 2 - 0     | Boulevard Norte    |
| 3 de marzo    | 16:00    | Estadio San Luis (Belén)                 | Olmos y Aguilera   | 1 - 1     | Racing 250         |
| 3 de marzo    | 17:00    | Estadio Boulevard Norte (Santa María)    | Boulevard Norte    | 1 - 2     | Sportivo Chacarita |
| 10 de marzo   | 17:30    | Estadio Sportivo Chacarita (Santa María) | Sportivo Chacarita | 0 - 1     | Racing 250         |
| 10 de marzo   | 18:00    | Estadio Peñarol (Belén)                  | Olmos y Aguilera   | 5 - 1     | Boulevard Norte    |
| 17 de marzo   | 17:00    | Estadio Boulevard Norte (Santa María)    | Boulevard Norte    | 3 - 6     | Olmos y Aguilera   |
| 17 de marzo   | 17:30    | Estadio Peñarol (Belén)                  | Racing 250         | 3 - 3     | Sportivo Chacarita |
| 24 de marzo   | 17:15    | Estadio Sportivo Chacarita (Santa María) | Sportivo Chacarita | 3 - 1     | Boulevard Norte    |
| 24 de marzo   | 18:00    | Estadio Peñarol (Belén)                  | Racing 250         | 2 - 1     | Olmos y Aguilera   |
| 30 de marzo   | 17:00    | Estadio Boulevard Norte (Santa María)    | Boulevard Norte    | 1 - 1     | Racing 250         |
| 30 de marzo   | 17:00    | Estadio Peñarol (Belén)                  | Olmos y Aguilera   | 4 - 4     | Sportivo Chacarita |

|  |

### Zona C
| Pos. | Equipo                       | Pts. | PJ | PG | PE | PP | GF | GC | Dif. |
| ---- | ---------------------------- | ---- | -- | -- | -- | -- | -- | -- | ---- |
| 1.º  | Deportivo La Paz (Tinogasta) | 10   | 6  | 3  | 1  | 2  | 11 | 4  | 7    |
| 2.º  | San Vicente (Salado)         | 9    | 6  | 2  | 3  | 1  | 7  | 6  | 1    |
| 3.º  | Talleres (Fiambalá)          | 7    | 6  | 2  | 1  | 3  | 4  | 9  | −5   |
| 4.º  | La Soledad (Medanitos)       | 6    | 6  | 1  | 3  | 2  | 6  | 9  | −3   |

|  | Clasificado a Cuartos de final. |

|  |

| Partidos      | Partidos | Partidos                       | Partidos         | Partidos  | Partidos         |
| Fecha         | Hora     | Estadio (Ciudad)               | Equipo local     | Resultado | Equipo visitante |
| ------------- | -------- | ------------------------------ | ---------------- | --------- | ---------------- |
| 24 de febrero | 17:30    | Estadio Racing (Fiambalá)      | Talleres         | 1 - 0     | San Vicente      |
| 24 de febrero | 17:30    | Estadio Progreso (Tinogasta)   | Deportivo La Paz | 3 - 0     | La Soledad       |
| 2 de marzo    | 17:30    | Estadio La Soledad (Medanitos) | La Soledad       | 1 - 1     | Talleres         |
| 2 de marzo    | 17:30    | Estadio Progreso (Tinogasta)   | San Vicente      | 2 - 2     | Deportivo La Paz |
| 9 de marzo    | 17:30    | Estadio La Soledad (Medanitos) | La Soledad       | 2 - 2     | San Vicente      |
| 10 de marzo   | 17:30    | Estadio Progreso (Tinogasta)   | Deportivo La Paz | 3 - 0     | Talleres         |
| 17 de marzo   | 17:30    | Estadio Racing (Fiambalá)      | Talleres         | 0 - 3     | Deportivo La Paz |
| 17 de marzo   | 17:30    | Estadio Progreso (Tinogasta)   | San Vicente      | 1 - 1     | La Soledad       |
| 23 de marzo   | 17:30    | Estadio Racing (Fiambalá)      | Talleres         | 2 - 1     | La Soledad       |
| 23 de marzo   | 17:30    | Estadio Progreso (Tinogasta)   | Deportivo La Paz | 0 - 1     | San Vicente      |
| 30 de marzo   | 17:00    | Estadio Progreso (Tinogasta)   | San Vicente      | 1 - 0     | Talleres         |
| 30 de marzo   | 17:00    | Estadio La Soledad (Medanitos) | La Soledad       | 1 - 0     | Deportivo La Paz |

| 1. |

### Zona D
| Pos. | Equipo                  | Pts. | PJ | PG | PE | PP | GF | GC | Dif. |
| ---- | ----------------------- | ---- | -- | -- | -- | -- | -- | -- | ---- |
| 1.º  | San Martín (Recreo)     | 11   | 6  | 3  | 2  | 1  | 12 | 7  | 5    |
| 2.º  | Independiente (El Alto) | 9    | 6  | 2  | 3  | 1  | 13 | 9  | 4    |
| 3.º  | Deportivo Manantiales   | 9    | 6  | 3  | 0  | 3  | 9  | 13 | −4   |
| 4.º  | Pedro Cano (Recreo)     | 3    | 6  | 0  | 3  | 3  | 4  | 9  | −5   |

|  | Clasificados a cuartos de final. |

|  |

| Partidos      | Partidos | Partidos                            | Partidos              | Partidos  | Partidos              |
| Fecha         | Hora     | Estadio (Ciudad)                    | Equipo local          | Resultado | Equipo visitante      |
| ------------- | -------- | ----------------------------------- | --------------------- | --------- | --------------------- |
| 24 de febrero | 17:30    | Estadio Roberto Vera (Los Altos)    | Deportivo Manantiales | 1 - 0     | Pedro Cano            |
| 25 de febrero | 19:30    | Estadio Hermanos Santillán (Recreo) | San Martín (R)        | 2 - 0     | Independiente (EA)    |
| 2 de marzo    | 17:30    | Estadio de Independiente (El Alto)  | Independiente (EA)    | 3 - 1     | Deportivo Manantiales |
| 3 de marzo    | 17:00    | Estadio Nito Herrera (Recreo)       | Pedro Cano            | 2 - 2     | San Martín (R)        |
| 9 de marzo    | 17:30    | Estadio Roberto Vera (Los Altos)    | Deportivo Manantiales | 3 - 0     | San Martín (R)        |
| 10 de marzo   | 17:00    | Estadio Nito Herrera (Recreo)       | Pedro Cano            | 1 - 1     | Independiente (EA)    |
| 16 de marzo   | 17:00    | Estadio de Independiente (El Alto)  | Independiente (EA)    | 1 - 1     | Pedro Cano            |
| 17 de marzo   | 17:30    | Estadio Nito Herrera (Recreo)       | San Martín (R)        | 4 - 0     | Deportivo Manantiales |
| 24 de marzo   | 17:00    | Estadio Nito Herrera (Recreo)       | San Martín (R)        | 2 - 0     | Pedro Cano            |
| 24 de marzo   | 17:30    | Estadio Roberto Vera (Los Altos)    | Deportivo Manantiales | 2 - 6     | Independiente (EA)    |
| 30 de marzo   | 17:00    | Estadio de Independiente (El Alto)  | Independiente (EA)    | 2 - 2     | San Martín (R)        |
| 30 de marzo   | 17:00    | Estadio Nito Herrera (Recreo)       | Pedro Cano            | 0 - 2     | Deportivo Manantiales |

|  |

### Zona E
| Pos. | Equipo                               | Pts. | PJ | PG | PE | PP | GF | GC | Dif. |
| ---- | ------------------------------------ | ---- | -- | -- | -- | -- | -- | -- | ---- |
| 1.º  | Defensores del Norte                 | 11   | 6  | 3  | 2  | 1  | 9  | 5  | 4    |
| 2.º  | Ferrocarriles del Estado (Chumbicha) | 9    | 6  | 2  | 3  | 1  | 7  | 5  | 2    |
| 3.º  | Obreros de San Isidro                | 6    | 6  | 1  | 3  | 2  | 7  | 8  | −1   |
| 4.º  | Independiente (San Antonio)          | 5    | 6  | 1  | 2  | 3  | 4  | 9  | −5   |

|  | Clasificado a cuartos de final. |

|  |

| Partidos      | Partidos | Partidos                                      | Partidos                 | Partidos  | Partidos                 |
| Fecha         | Hora     | Estadio (Ciudad)                              | Equipo local             | Resultado | Equipo visitante         |
| ------------- | -------- | --------------------------------------------- | ------------------------ | --------- | ------------------------ |
| 24 de febrero | 17:30    | Estadio Primo Antonio Prevedello (San Isidro) | Obreros de San Isidro    | 0 - 0     | Defensores del Norte     |
| 24 de febrero | 17:30    | Polideportivo Municipal (Chumbicha)           | Ferrocarriles del Estado | 0 - 0     | Independiente (SA)       |
| 2 de marzo    | 17:30    | Estadio Primo Antonio Prevedello (San Isidro) | Independiente (SA)       | 2 - 2     | Obreros de San Isidro    |
| 3 de marzo    | 19:00    | Estadio Malvinas Argentinas (Catamarca)       | Defensores del Norte     | 0 - 2     | Ferrocarriles del Estado |
| 9 de marzo    | 17:00    | Polideportivo Municipal (Chumbicha)           | Ferrocarriles del Estado | 2 - 1     | Obreros de San Isidro    |
| 9 de marzo    | 17:30    | Estadio Primo Antonio Prevedello (San Isidro) | Independiente (SA)       | 0 - 3     | Defensores del Norte     |
| 16 de marzo   | 17:30    | Estadio Primo Antonio Prevedello (San Isidro) | Obreros de San Isidro    | 2 - 2     | Ferrocarriles del Estado |
| 17 de marzo   | 19:00    | Estadio Malvinas Argentinas (Catamarca)       | Defensores del Norte     | 3 - 1     | Independiente (SA)       |
| 23 de marzo   | 17:30    | Estadio Primo Antonio Prevedello (San Isidro) | Obreros de San Isidro    | 1 - 0     | Independiente (SA)       |
| 23 de marzo   | 17:30    | Polideportivo Municipal (Chumbicha)           | Ferrocarriles del Estado | 1 - 1     | Defensores del Norte     |
| 30 de marzo   | 17:00    | Estadio Malvinas Argentinas (Catamarca)       | Defensores del Norte     | 2 - 1     | Obreros de San Isidro    |
| 30 de marzo   | 17:00    | Estadio Primo Antonio Prevedello (San Isidro) | Independiente (SA)       | 1 - 0     | Ferrocarriles del Estado |

|  |

## Segunda fase
A partir de esta fase, los ocho equipos clasificados disputarán una serie de eliminatorias a ida y vuelta, hasta consagrar al campeón.
Desde esta instancia, el equipo que ostente menor número de orden que su rival de turno ejercerá la localía en el partido de vuelta.
A los fines de establecer las llaves de la primera etapa, los ocho equipos son ordenados en dos tablas, una con los clasificados como primeros (numerados del 1 al 5 de acuerdo con su desempeño en la fase de grupos, determinada según los criterios de clasificación), y otra con aquellos clasificados como segundos (numerados del 6 al 8, con el mismo criterio), enfrentándose en cuartos de final un equipo de los que terminó en la primera posición contra uno de los que ocupó la segunda posición, excepto un solo encuentro en el que se enfrentarán dos equipos que finalizaron el primera ubicación.
Los cruces de la segunda fase fueron determinados por cercanía geográfica, el día martes 2 de abril.

### Tabla de primeros
| Pos. | Equipo                       | Pts. | PJ | PG | PE | PP | GF | GC | Dif. |
| ---- | ---------------------------- | ---- | -- | -- | -- | -- | -- | -- | ---- |
| 1.º  | General Lavalle (Colpes)     | 13   | 6  | 4  | 1  | 1  | 12 | 6  | 6    |
| 2.º  | Racing 250 (Belén)           | 12   | 6  | 3  | 3  | 0  | 10 | 6  | 4    |
| 3.º  | San Martín (Recreo)          | 11   | 6  | 3  | 2  | 1  | 12 | 7  | 5    |
| 4.º  | Defensores del Norte         | 11   | 6  | 3  | 2  | 1  | 9  | 5  | 4    |
| 5.º  | Deportivo La Paz (Tinogasta) | 10   | 6  | 3  | 1  | 2  | 11 | 4  | 7    |

### Tabla de segundos
| Pos. | Equipo                               | Pts. | PJ | PG | PE | PP | GF | GC | Dif. |
| ---- | ------------------------------------ | ---- | -- | -- | -- | -- | -- | -- | ---- |
| 6.º  | Olmos y Aguilera (Belén)             | 11   | 6  | 3  | 2  | 1  | 19 | 11 | 8    |
| 7.º  | San Lorenzo de Huachaschi            | 10   | 6  | 3  | 1  | 2  | 7  | 4  | 3    |
| 8.º  | Independiente (El Alto)              | 9    | 6  | 2  | 3  | 1  | 13 | 9  | 4    |
| 9.º  | Ferrocarriles del Estado (Chumbicha) | 9    | 6  | 2  | 3  | 1  | 7  | 5  | 2    |
| 10.º | San Vicente (Salado)                 | 9    | 6  | 2  | 3  | 1  | 7  | 6  | 1    |

|  | Clasificaron a cuartos de final. |

### Cuadro de desarrollo
|  | Cuartos de final                         | Cuartos de final                         | Cuartos de final                         | Cuartos de final                         | Cuartos de final                         |   |       | Semifinales                            | Semifinales                            | Semifinales                            | Semifinales                            | Semifinales                            |  |   | Final                                            | Final                                            | Final                                            |  |
|  | 7 de abril (ida) 13-14 de abril (vuelta) | 7 de abril (ida) 13-14 de abril (vuelta) | 7 de abril (ida) 13-14 de abril (vuelta) | 7 de abril (ida) 13-14 de abril (vuelta) | 7 de abril (ida) 13-14 de abril (vuelta) |   |       | 20 de abril (ida) 28 de abril (vuelta) | 20 de abril (ida) 28 de abril (vuelta) | 20 de abril (ida) 28 de abril (vuelta) | 20 de abril (ida) 28 de abril (vuelta) | 20 de abril (ida) 28 de abril (vuelta) |  |   | 4 de mayo Estadio Pedro Antonio Rosales (Saujil) | 4 de mayo Estadio Pedro Antonio Rosales (Saujil) | 4 de mayo Estadio Pedro Antonio Rosales (Saujil) |  |
|  |                                          |                                          |                                          |                                          |                                          |   |       |                                        |                                        |                                        |                                        |                                        |  |   |                                                  |                                                  |                                                  |  |
|  |                                          |                                          |                                          |                                          |                                          |   |       |                                        |                                        |                                        |                                        |                                        |  |   |                                                  |                                                  |                                                  |  |
|  | 1                                        | General Lavalle (Colpes)                 | 1                                        | 2                                        | 3 (4)                                    |   |       |                                        |                                        |                                        |                                        |                                        |  |   |                                                  |                                                  |                                                  |  |
|  | 1                                        | General Lavalle (Colpes)                 | 1                                        | 2                                        | 3 (4)                                    |   |       |                                        |                                        |                                        |                                        |                                        |  |   |                                                  |                                                  |                                                  |  |
|  | 4                                        | Defensores del Norte                     | 3                                        | 0                                        | 3 (5)                                    |   |       |                                        |                                        |                                        |                                        |                                        |  |   |                                                  |                                                  |                                                  |  |
|  | 4                                        | Defensores del Norte                     | 3                                        | 0                                        | 3 (5)                                    |   | 4     | Defensores del Norte                   | 3                                      | 0                                      | 3 (4)                                  |                                        |  |   |                                                  |                                                  |                                                  |  |
|  |                                          |                                          |                                          |                                          |                                          |   | 4     | Defensores del Norte                   | 3                                      | 0                                      | 3 (4)                                  |                                        |  |   |                                                  |                                                  |                                                  |  |
|  |                                          |                                          | 3                                        | San Martín (Recreo)                      | 2                                        | 1 | 3 (3) |                                        |                                        |                                        |                                        |                                        |  |   |                                                  |                                                  |                                                  |  |
|  | 3                                        | San Martín (Recreo)                      | 3                                        | San Martín (Recreo)                      | 2                                        | 1 | 3 (3) | 0                                      | 2                                      | 2 (4)                                  |                                        |                                        |  |   |                                                  |                                                  |                                                  |  |
|  | 3                                        | San Martín (Recreo)                      |                                          |                                          |                                          |   |       |                                        |                                        | 2 (4)                                  |                                        |                                        |  |   |                                                  |                                                  |                                                  |  |
|  | 8                                        | Independiente (El Alto)                  | 1                                        | 1                                        | 2 (2)                                    |   |       |                                        |                                        |                                        |                                        |                                        |  |   |                                                  |                                                  |                                                  |  |
|  | 8                                        | Independiente (El Alto)                  | 1                                        | 1                                        | 2 (2)                                    |   |       |                                        |                                        |                                        |                                        |                                        |  | 4 | Defensores del Norte                             | 1                                                |                                                  |  |
|  |                                          |                                          |                                          |                                          |                                          |   |       |                                        |                                        |                                        |                                        |                                        |  | 4 | Defensores del Norte                             | 1                                                |                                                  |  |
|  |                                          |                                          | 7                                        | San Lorenzo de Huachaschi                | 0                                        |   |       |                                        |                                        |                                        |                                        |                                        |  |   |                                                  |                                                  |                                                  |  |
|  | 2                                        | Racing 250 (Belén)                       | 7                                        | San Lorenzo de Huachaschi                | 0                                        | 0 | 0     | 0                                      |                                        |                                        |                                        |                                        |  |   |                                                  |                                                  |                                                  |  |
|  | 2                                        | Racing 250 (Belén)                       |                                          |                                          |                                          |   |       |                                        |                                        |                                        |                                        |                                        |  |   |                                                  |                                                  |                                                  |  |
|  | 7                                        | San Lorenzo de Huachaschi                | 2                                        | 0                                        | 2                                        |   |       |                                        |                                        |                                        |                                        |                                        |  |   |                                                  |                                                  |                                                  |  |
|  | 7                                        | San Lorenzo de Huachaschi                | 2                                        | 0                                        | 2                                        |   | 7     | San Lorenzo de Huachaschi              | 1                                      | 0                                      | 1 (4)                                  |                                        |  |   |                                                  |                                                  |                                                  |  |
|  |                                          |                                          |                                          |                                          |                                          |   | 7     | San Lorenzo de Huachaschi              | 1                                      | 0                                      | 1 (4)                                  |                                        |  |   |                                                  |                                                  |                                                  |  |
|  |                                          |                                          | 6                                        | Olmos y Aguilera (Belén)                 | 0                                        | 1 | 1 (3) |                                        |                                        |                                        |                                        |                                        |  |   |                                                  |                                                  |                                                  |  |
|  | 5                                        | Deportivo La Paz (Tinogasta)             | 6                                        | Olmos y Aguilera (Belén)                 | 0                                        | 1 | 1 (3) | 1                                      | 0                                      | 1 (3)                                  |                                        |                                        |  |   |                                                  |                                                  |                                                  |  |
|  | 5                                        | Deportivo La Paz (Tinogasta)             |                                          |                                          |                                          |   |       |                                        |                                        | 1 (3)                                  |                                        |                                        |  |   |                                                  |                                                  |                                                  |  |
|  | 6                                        | Olmos y Aguilera (Belén)                 | 0                                        | 1                                        | 1 (4)                                    |   |       |                                        |                                        |                                        |                                        |                                        |  |   |                                                  |                                                  |                                                  |  |
|  | 6                                        | Olmos y Aguilera (Belén)                 | 0                                        | 1                                        | 1 (4)                                    |   |       |                                        |                                        |                                        |                                        |                                        |  |   |                                                  |                                                  |                                                  |  |
|  |                                          |                                          |                                          |                                          |                                          |   |       |                                        |                                        |                                        |                                        |                                        |  |   |                                                  |                                                  |                                                  |  |

- Nota: En las series a dos partidos el equipo con el menor número de orden es el que define la serie como local.

### Cuartos de final
| 7 de abril, 18:00 | Defensores del Norte                                         | 3 - 1   | General Lavalle         | Estadio Malvinas Argentinas, Catamarca |                        |
|                   | Rodrigo Chávez 45+1' · Carlos Tapia 63' · Nahuel Quiroga 80' | Reporte | 78' (pen.) Enzo Carrizo | Árbitro(s): Hugo Tapia                 | Árbitro(s): Hugo Tapia |

| 13 de abril, 17:00 | General Lavalle                                                                 | 2 - 0 (4:5 p.)(Global 3 - 3) | Defensores del Norte                                                         | Estadio Niceto Varela, Colpes |                         |
|                    | Enrique González 36' · Sergio Batallán 51'                                      | Reporte                      |                                                                              | Árbitro(s): Alexis Cruz       | Árbitro(s): Alexis Cruz |
|                    |                                                                                 | Tiros desde el punto penal   |                                                                              |                               |                         |
|                    | Jorge Segovia · Matías Calderón · Ramón Antonio · Luis Argañaráz · Enzo Carrizo |                              | Matías Solohaga · Bruno Bazán · Carlos Tapia · Braian Soria · Rodrigo Chávez |                               |                         |

| 7 de abril, 17:00 | San Lorenzo de Huachaschi               | 2 - 0   | Racing 250 | Estadio Deportivo Malli, Andalgalá |                           |
|                   | Gastón Martínez 35' · Iván Brizuela 68' | Reporte |            | Árbitro(s): Yamil Reinoso          | Árbitro(s): Yamil Reinoso |

| 14 de abril, 15:30 | Racing 250 | 0 - 0 (Global 0 - 2) | San Lorenzo de Huachaschi | Estadio San Luis, La Puntilla |                           |
|                    |            | Reporte              |                           | Árbitro(s): Isaias Robles     | Árbitro(s): Isaias Robles |

| 7 de abril, 17:30 | Olmos y Aguilera | 0 - 1   | Deportivo La Paz      | Estadio Peñarol, Belén     |                            |
|                   |                  | Reporte | 90+2' Leandro Morales | Árbitro(s): Adrián Carrizo | Árbitro(s): Adrián Carrizo |

| 14 de abril, 17:00 | Deportivo La Paz                              | 0 - 1 (3:4 p.)(Global 1 - 1) | Olmos y Aguilera                       | Estadio Progreso, Tinogasta  |                              |
|                    |                                               | Reporte                      | Leonel Gutiérrez                       | Árbitro(s): Daniel Malagueño | Árbitro(s): Daniel Malagueño |
|                    |                                               | Tiros desde el punto penal   |                                        |                              |                              |
|                    | Leandro Morales · Francis Álvarez · - · - · - |                              | Herrera · Matías Champagne · - · - · - |                              |                              |

| 7 de abril, 17:00 | Independiente (EA) | 1 - 0   | San Martín (R) | Estadio de Independiente, El Alto |                           |
|                   | Alexis Álvarez     | Reporte |                | Árbitro(s): Andrés Agüero         | Árbitro(s): Andrés Agüero |

| 14 de abril, 17:00 | San Martín (R)                                                 | 2 - 1 (4:2 p.)(Global 2 - 2) | Independiente (EA)                                           | Estadio Nito Herrera, Recreo |                          |
|                    | Mauricio Bravo 18' · Montes 83'                                | Reporte                      | 14' Cristian Rodríguez                                       | Árbitro(s): Carlos Jerez     | Árbitro(s): Carlos Jerez |
|                    |                                                                | Tiros desde el punto penal   |                                                              |                              |                          |
|                    | Mauricio Bravo · Nieto · Redeno · Montes · Leonardo Villarroel |                              | Franco Agüero · Cejas Herrera · Lucas Verón · Facundo Zurita |                              |                          |

### Semifinales
| 20 de abril, 18:00 | Defensores del Norte                                                  | 3 - 2   | San Martín (R)                              | Estadio Malvinas Argentinas, Catamarca |                         |
|                    | Julio David Monge 43' · Braian Espeche 88' · Diego Vergara Seco 90+5' | Reporte | 14' Nahuel Albarracín · 40' Matías Sequeira | Árbitro(s): Carlos Díaz                | Árbitro(s): Carlos Díaz |

| 28 de abril, 16:00 | San Martín (R)                                                                          | 1 - 0 (3:4 p.)(Global 3 - 3) | Defensores del Norte                                                         | Estadio Nito Herrera, Recreo |                            |
|                    | Matías Ruíz 89'                                                                         | Reporte                      |                                                                              | Árbitro(s): Damián Astrada   | Árbitro(s): Damián Astrada |
|                    |                                                                                         | Tiros desde el punto penal   |                                                                              |                              |                            |
|                    | Mauricio Bravo · Tiziano Suárez · Matías Sequeira · Facundo Nieto · Leonardo Villarroel |                              | Braian Espeche · Tomás Chayle · Carlos Tapia · Braian Soria · Rodrigo Chávez |                              |                            |

| 20 de abril, 16:30 | San Lorenzo de Huachaschi | 1 - 0   | Olmos y Aguilera | Estadio Deportivo Malli, Andalgalá |                           |
|                    | Nahuel Azurmendi 16'      | Reporte |                  | Árbitro(s): Martín Grosso          | Árbitro(s): Martín Grosso |

| 28 de abril, 17:00 | Olmos y Aguilera                                                                        | 1 - 0 (3:4 p.)(Global 1 - 1) | San Lorenzo de Huachaschi                                                                    | Estadio Peñarol, Belén    |                           |
|                    | Pascual Flores 61'                                                                      | Reporte                      |                                                                                              | Árbitro(s): Yamil Reinoso | Árbitro(s): Yamil Reinoso |
|                    |                                                                                         | Tiros desde el punto penal   |                                                                                              |                           |                           |
|                    | Santiago Herrera · Pascual Flores · Facundo Saracho · Brandon Herrera · Silvio González |                              | Nicolás Álvarez · Milton Álvarez · Facundo Aguilera · Gastón Santillán · Francisco Carrazana |                           |                           |

### Final
| 4 de mayo, 16:00 | Defensores del Norte | 1 - 0   | San Lorenzo de Huachaschi | Estadio Pedro Antonio Rosales, Saujil |                          |
|                  | Pedro Quiroga 25'    | Reporte |                           | Árbitro(s): Carlos Jerez              | Árbitro(s): Carlos Jerez |

|                                              |
| Club Atlético Defensores del Norte 1° título |
| Campeón Torneo Provincial de Fútbol 2024     |

## Estadísticas

### Goleadores
| Jugador                          | Equipo               | Goles |
| -------------------------------- | -------------------- | ----- |
| Matías Sequeira                  | San Martín (Recreo)  | 5     |
| Matías Solohaga                  | Defensores del Norte | 4     |
| Actualizado al 4 de mayo de 2024 |                      |       |

| Cristian Rodríguez     | Independiente (El Alto)     | 3 |
| Einer Pachau           | Sportivo Chacarita          | 3 |
| Fernando Pedraza       | Ferrocarriles del Estado    | 3 |
| Franco Exequiel Agüero | Independiente (El Alto)     | 3 |
| Gabriel Luque          | General Lavalle             | 3 |
| Jesús Díaz             | San Vicente                 | 3 |
| Juan Carlos Salcedo    | Obreros de San Isidro       | 3 |
| Juan Cruz Tapia        | Olmos y Aguilera            | 3 |
| Kevin Medina           | Independiente (San Antonio) | 3 |
| Leonardo Villarroel    | San Martín (Recreo)         | 3 |
| Leonel Gutiérrez       | Olmos y Aguilera            | 3 |
| Luciano Bazán          | Obreros de San Isidro       | 3 |
| Mauricio Bravo         | San Martín (Recreo)         | 3 |
| Maximiliano González   | General Lavalle             | 3 |
| Alan Villagrán         | Ferrocarril Independiente   | 2 |
| Braian Bayón           | Talleres                    | 2 |
| Braian Bustos          | Olmos y Aguilera            | 2 |
| Daniel Segovia         | General Lavalle             | 2 |
| Diego Vergara Seco     | Defensores del Norte        | 2 |
| Exequiel Paz           | Olmos y Aguilera            | 2 |
| Francis Álvarez        | Deportivo La Paz            | 2 |
| Franco Martínez        | Deportivo La Paz            | 2 |
| Gustavo González       | Ferrocarril Independiente   | 2 |
| Iván Brizuela          | San Lorenzo de Huachaschi   | 2 |
| Joel Morales           | Deportivo La Paz            | 2 |
| José Fuenzalida        | Sportivo Chacarita          | 2 |
| José Romero            | Ferrocarriles del Estado    | 2 |
| Julio David Monge      | Defensores del Norte        | 2 |
| Leandro Morales        | Deportivo La Paz            | 2 |
| Matías Ruíz            | San Martín (Recreo)         | 2 |
| Milton Álvarez         | San Lorenzo de Huachaschi   | 2 |
| Nahuel Azurmendi       | San Lorenzo de Huachaschi   | 2 |
| Néstor Calderón        | General Lavalle             | 2 |
| Osmar Bayón            | La Soledad                  | 2 |
| Pascual Flores         | Olmos y Aguilera            | 2 |
| Pedro Nahuel Quiroga   | Defensores del Norte        | 2 |
| Rodrigo Chávez         | Defensores del Norte        | 2 |
| Saúl Castro            | Sportivo Saujil             | 2 |
| Sergio Ceballos        | Independiente (El Alto)     | 2 |
| Wilson Moreno          | Racing 250                  | 2 |
| Alejandro Bulacios     | San Lorenzo de Huachaschi   | 1 |
| Alexis Álvarez         | Independiente (El Alto)     | 1 |
| Aníbal Romero          | Pedro Cano                  | 1 |
| Armando Quiroga        | Deportivo Manantiales       | 1 |
| Axel Monroy            | General Lavalle             | 1 |
| Braian Espeche         | Defensores del Norte        | 1 |
| Brandon Herrera        | Olmos y Aguilera            | 1 |
| Brian Cano             | Obreros de San Isidro       | 1 |
| Bruno Bazán            | Defensores del Norte        | 1 |
| Caín Gaitán            | Pedro Cano                  | 1 |
| Carlos Tapia           | Defensores del Norte        | 1 |
| César Macías           | Racing 250                  | 1 |
| Claudio Martínez       | Pedro Cano                  | 1 |
| Cristian Tapia         | Ferrocarriles del Estado    | 1 |
| Cejas                  | Independiente (El Alto)     | 1 |
| Chirimonti             | San Vicente                 | 1 |
| David Salvatierra      | Independiente (El Alto)     | 1 |
| Elber Carrizo          | La Soledad                  | 1 |
| Enrique González       | General Lavalle             | 1 |
| Enzo Carrizo           | General Lavalle             | 1 |
| Enzo Fernández         | Racing 250                  | 1 |
| Exequiel Leguizamón    | Deportivo Manantiales       | 1 |
| Fabricio Soria         | Independiente (El Alto)     | 1 |
| Facundo Soria          | Sportivo Chacarita          | 1 |
| Facundo Zurita         | Independiente (El Alto)     | 1 |
| Franco Arrascaeta      | Sportivo Saujil             | 1 |
| Gastón Nahuel Martínez | San Lorenzo de Huachaschi   | 1 |
| Gastón Alejandro Plaza | Independiente (El Alto)     | 1 |
| Gastón Santillán       | San Lorenzo de Huachaschi   | 1 |
| Gerásimo Carrizo       | Ferrocarriles del Estado    | 1 |
| Heber Peralta          | Talleres                    | 1 |
| Héctor Reynaga         | Sportivo Chacarita          | 1 |
| Isaac Ochoa            | La Soledad                  | 1 |
| Ismael Montes          | San Martín (Recreo)         | 1 |
| Jeremías Reales        | Deportivo La Paz            | 1 |
| Jonathan Trejo         | Racing 250                  | 1 |
| José María Arjona      | Boulevard Norte             | 1 |
| José Torres            | Racing 250                  | 1 |
| Lautaro Carrizo        | Deportivo La Paz            | 1 |
| Lucas Alaníz           | Sportivo Saujil             | 1 |
| Lucas Mamaní           | Talleres                    | 1 |
| Manuel Díaz            | San Vicente                 | 1 |
| Mario Antonio Iglesias | Independiente (El Alto)     | 1 |
| Matías Álvarez         | Deportivo La Paz            | 1 |
| Matías Santillán       | San Martín (Recreo)         | 1 |
| Mauro Herrera          | Deportivo Manantiales       | 1 |
| Miguel Paredes Tapia   | Sportivo Saujil             | 1 |
| Milton Palavecino      | Racing 250                  | 1 |
| Misael Sosa            | Independiente (San Antonio) | 1 |
| Nahuel Albarracín      | San Martín (Recreo)         | 1 |
| Oscar Reynoso          | Sportivo Chacarita          | 1 |
| Pablo Varela           | Defensores del Norte        | 1 |
| Renzo Marcial          | San Lorenzo de Huachaschi   | 1 |
| Roberto Gerván         | Sportivo Chacarita          | 1 |
| Santiago Chayle        | Boulevard Norte             | 1 |
| Santiago Herrera       | Olmos y Aguilera            | 1 |
| Sergio Batallán        | General Lavalle             | 1 |
| Sergio Laso            | San Vicente                 | 1 |
| Silva                  | Deportivo Manantiales       | 1 |
| Tiziano Suárez         | San Martín (Recreo)         | 1 |
| Tomás Silva            | Deportivo La Paz            | 1 |
| Ulises Ciares          | San Vicente                 | 1 |
| William Castro         | General Lavalle             | 1 |

### Clasificación general
Las tablas de rendimiento no reflejan la clasificación final de los equipos, sino que muestran el rendimiento de los mismos atendiendo a la ronda final alcanzada.
Si algún partido se define mediante tiros de penal, el resultado final del juego se considera empate.
El rendimiento corresponde a la proporción de puntos obtenidos sobre el total de puntos disputados.
| Pos. | Equipos                               | Pts. | PJ | PG | PE | PP | GF | GC | Dif | Rend. |
| ---- | ------------------------------------- | ---- | -- | -- | -- | -- | -- | -- | --- | ----- |
| 1    | Defensores del Norte                  | 20   | 11 | 6  | 2  | 3  | 16 | 11 | 5   | 60.6% |
| 2    | San Lorenzo de Huachaschi             | 17   | 11 | 5  | 2  | 4  | 10 | 6  | 4   | 51.5% |
| 3    | Olmos y Aguilera (Belén)              | 17   | 10 | 5  | 2  | 3  | 20 | 13 | 7   | 56.7% |
| 4    | San Martín (Recreo)                   | 17   | 10 | 5  | 2  | 3  | 17 | 12 | 5   | 56.7% |
| 5    | General Lavalle (Colpes)              | 16   | 8  | 5  | 1  | 2  | 15 | 9  | 6   | 66.7% |
| 6    | Deportivo La Paz (Tinogasta)          | 13   | 8  | 4  | 1  | 3  | 12 | 5  | 7   | 54.2% |
| 7    | Racing 250 (Belén)                    | 13   | 8  | 3  | 4  | 1  | 10 | 8  | 2   | 54.2% |
| 8    | Independiente (El Alto)               | 12   | 8  | 3  | 3  | 2  | 15 | 11 | 4   | 50%   |
| 9    | Ferrocarriles del Estado (Chumbicha)  | 9    | 6  | 2  | 3  | 1  | 7  | 5  | 2   | 50%   |
| 10   | San Vicente (Salado)                  | 9    | 6  | 2  | 3  | 1  | 7  | 6  | 1   | 50%   |
| 11   | Sportivo Saujil                       | 9    | 6  | 3  | 0  | 3  | 8  | 11 | -3  | 50%   |
| 12   | Deportivo Manantiales                 | 9    | 6  | 3  | 0  | 3  | 9  | 13 | -4  | 50%   |
| 13   | Sportivo Chacarita (Santa María)      | 8    | 6  | 2  | 2  | 2  | 12 | 12 | 0   | 44.4% |
| 14   | Talleres (Fiambalá)                   | 7    | 6  | 2  | 1  | 3  | 4  | 9  | -5  | 38.9% |
| 15   | Obreros de San Isidro                 | 6    | 6  | 1  | 3  | 2  | 7  | 8  | -1  | 33.3% |
| 16   | La Soledad (Medanitos)                | 6    | 6  | 1  | 3  | 2  | 6  | 9  | -3  | 33.3% |
| 17   | Independiente (San Antonio)           | 5    | 6  | 1  | 2  | 3  | 4  | 9  | -5  | 27.8% |
| 18   | Pedro Cano (Recreo)                   | 3    | 6  | 0  | 3  | 3  | 4  | 9  | -5  | 16.7% |
| 19   | Ferrocarril Independiente (Andalgalá) | 2    | 6  | 0  | 2  | 4  | 5  | 11 | -6  | 11.1% |
| 20   | Boulevard Norte (Santa María)         | 1    | 6  | 0  | 1  | 5  | 7  | 19 | -12 | 5.6%  |